# Лесковский, Иосиф Тарасович
Иосиф Тарасович Лесковский (бел. Іосіф Тарасавіч Ляскоўскій, 1 апреля 1901 дер. Прудок ныне Хотимский район, Могилёвская область  — 23 декабря 1946, г. Кировск (Луганская область)  — полный кавалер ордена Славы, командир отделения связи батареи 120-мм минометов 1038-го стрелкового полка, старший сержант.

## Биография
Родился в 1901 году в деревне Прудок Хотимского района Могилёвской области Белоруссии. Белорус. В 1920—1926 годах проходил действительную службу в Красной Армии. Вернувшись домой до 1937 года работал бухгалтером МТС в Хотимском районе, потом уехал в Донбасс. Работал горным техником на Голубовском руднике в Луганской области.
В 1941 году был вновь призван в армию. В боях Великой Отечественной войны с августа того же года, освоил специальность связиста. Участвовал в обороне Кавказа, освобождении Херсона, Николаева, Одессы, форсировании Южного Буга, Днестра, Вислы и закончил войну в Берлине. Член ВКП с 1943 года. Был трижды ранен. К лету 1944 года старший сержант Лесковский был командиром отделения связи батареи 120-мм минометов 1038-го стрелкового полка.
В августе 1944 года при форсировании Днестра и в последующих боях за плацдарм кабель, проложенный через реку старшим сержантом Лесковским, был единственной линией связи, по которой командир дивизиона управлял огнём батарей, находившихся на левом берегу. Лесковский и два подчиненных ему телефониста, пренебрегая опасностью, устраняли повреждения на линии, вызываемые огнём противника, и восстанавливали связь.
25 августа 1944 года в бою у села Базиень телефонисты, посланные Лесковским на устранение повреждений, были ранены. Старший сержант, тоже раненый, сам вышел на линию и устранил 6 порывов телефонной связи. Был ранен в ногу, но продолжал выполнять боевую задачу, пока не потерял сознание.
Приказом от 29 августа 1944 года старший сержант Лесковский Иосиф Тарасович награждён орденом Славы 3-й степени.
Вскоре 295-я стрелковая дивизия была передана в состав 5-й ударной армии 1-го Белорусского фронта, участвовала в боях на Кюстринском плацдарме, штурмовала Берлин.
4 февраля 1945 года в боях за город Кюстрин Лесковский обеспечивал бесперебойную связь огневой позиции с наблюдательным пунктом, благодаря чему было подавлено 2 крупнокалиберных пулемета, пушка, истреблено до 20 противников. Был ранен, но поля боя не покинул.
Приказом от 25 марта 1945 года старший сержант Лесковский Иосиф Тарасович награждён орденом Славы 2-й степени.
28 апреля — 1 мая 1945 года в боях на улицах Берлина связист вновь отличился, под огнём противника устранил более 20 повреждений линии связи. В представлении И. Т. Лесковского к награждению орденом Славы 1-й степени командир полка писал: «В боях с 28 апреля по 1 мая 1945 года на подступах к рейхстагу товарищ Лесковский образцово наладил разведку огневых средств противника и обеспечил батарею бесперебойной связью. Устраняя под огнём противника повреждения на линиях связи, он обеспечил четкое, бесперебойное управление, в результате чего было уничтожено три станковых пулемета, два миномета и более взвода противников. Кроме того, подавлен огонь четырёх пулеметов, двух минометов и рассеяно большое количество вражеских солдат и офицеров, что способствовало подразделениям полка успешно захватить восемь кварталов города.»
В июле 1945 года был демобилизован. Вернулся в Донбасс.
Указом Президиума Верховного Совета СССР от 15 мая 1946 года за мужество, отвагу и бесстрашие, проявленные в боях с немецкими захватчиками, старший сержант Лесковский Иосиф Тарасович награждён орденом Славы 1-й степени. Стал полным кавалером ордена Славы.
Жил в городе Кировск Луганской области. Работал на шахте, был избран парторгом. Но организм, подорванный ранениями, не выдержал напряжения. 23 декабря 1946 года Иосиф Тарасович Лесковский скончался.
Награждён орденами Отечественной войны 2-й степени, Красной Звезды, Славы 3-х степеней, медалями, в том числе «За отвагу».